# Mario Valabrega
(Mario Valabrega, C'è una casetta piccina, per Alberto Rabagliati)
Mario Valabrega (Torino, 1º giugno 1904 – Torino, 14 giugno 1950) è stato un paroliere italiano.
È entrato nella storia della musica leggera come autore di canzoni per molti cantanti degli anni trenta e quaranta come il Trio Lescano, Alberto Rabagliati ed il Quartetto Cetra. La sua canzone più nota è C'è una casetta piccina, su musica di Carlo Prato.

## Biografia
Figlio di Emilio Valabrega, effettuò il servizio militare come bersagliere, e durante questo periodo scrisse insieme al commilitone Pedro Fuentes (ufficiale di completamento del 4º Reggimento) l'inno Piume al vento; con Fuentes scrisse anche la canzone Il reggimento di papà.
Visse ed operò a Torino, lavorando all'Eiar come autore di testi per canzoni; occasionalmente eseguì anche traduzioni.
Fu anche autore di commedie musicali, di cui le più note sono Ecco papà, rappresentata dalla Compagnia Comica Siletti-Valpreda-Alessio Bacot, con Dirce Marella, al Teatro Balbo di Torino a partire dall'8 settembre 1933 ed Ondulazione permanente, rappresentata dalla Compagnia Dialettale di Nestore Aliberti al Teatro Romano di Torino a partire dal 18 novembre 1935, entrambe con musiche di Carlo Prato.
Al 1941 risale il suo più grande successo, C'è una casetta piccina (sposi), con musica di Carlo Prato, incisa da Alberto Rabagliati.
Nel 1942 collabora con il Quartetto Cetra, che si trova per qualche tempo nel capoluogo piemontese.
Morì prematuramente nel 1950, un anno dopo la scomparsa del suo collega di lavoro Carlo Prato.

## Le principali canzoni scritte da Mario Valabrega
| Anno | Titolo                          | Autori del testo                      | Autori della musica | Interpreti                           |
| ---- | ------------------------------- | ------------------------------------- | ------------------- | ------------------------------------ |
| 1939 | Cuore contro cuore              | Mario Valabrega e Vittorio Mascheroni | Carlo Prato         | Alberto Rabagliati e il Trio Lescano |
| 1941 | C'è una casetta piccina (sposi) | Mario Valabrega                       | Carlo Prato         | Alberto Rabagliati                   |
| 1941 | Un miraggio                     | Mario Valabrega                       | Vigilio Piubeni     | Carlastella                          |
| 1942 | Vecchio Pedro                   | Mario Valabrega                       | Carlo Prato         | Quartetto Cetra                      |